# Sofja Schidlowskaja
Sofja Schidlowskaja (russisch Софья Шидловская; * 19. Februar 1999) ist eine russische Schauspielerin.

## Leben
Schidlowskaja war von 2013 bis 2014 am Kvadrat Studio Theatre tätig, von 2014 bis 2015 besuchte sie die Talantino-Schauspielschule in Moskau. Sie debütierte bereits 2011 in einer Nebenrolle in dem Spielfilm Raskol. 2018 übernahm sie im Fantasy-Horrorfilm The Mermaid – Lake of the Dead die Rolle der Antagonistin.

## Filmografie (Auswahl)
- 2011: Raskol (Раскол)
- 2011: U kazhdogo svoya voyna (У каждого своя война)
- 2013: Pyatnitskiy. Glava tret'ya (Пятницкий. Глава третья)
- 2015: Razvod (Развод)
- 2016: The Good Boy (Khoroshiy malchik/Хороший мальчик)
- 2018: The Mermaid – Lake of the Dead (Rusalka: Ozero myortvykh/Русалка. Озеро мёртвых)
- 2019: Efir (Эфир)
- 2020: Besprintsipnyye (Беспринципные)
- 2021: Dzhafaron (Джафарон)